# Werner Sombart

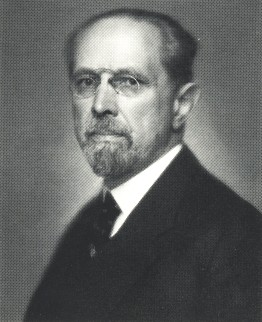
Werner Sombart um 1930 auf einer Fotografie von Nicola Perscheid

Werner Sombart (* 19. Januar 1863 in Ermsleben; † 18. Mai 1941 in Berlin) war ein deutscher Soziologe und Volkswirt.

## Leben
Werner Sombart war Sohn des nationalliberalen Politikers und Reichstagsmitglieds Anton Ludwig Sombart. 

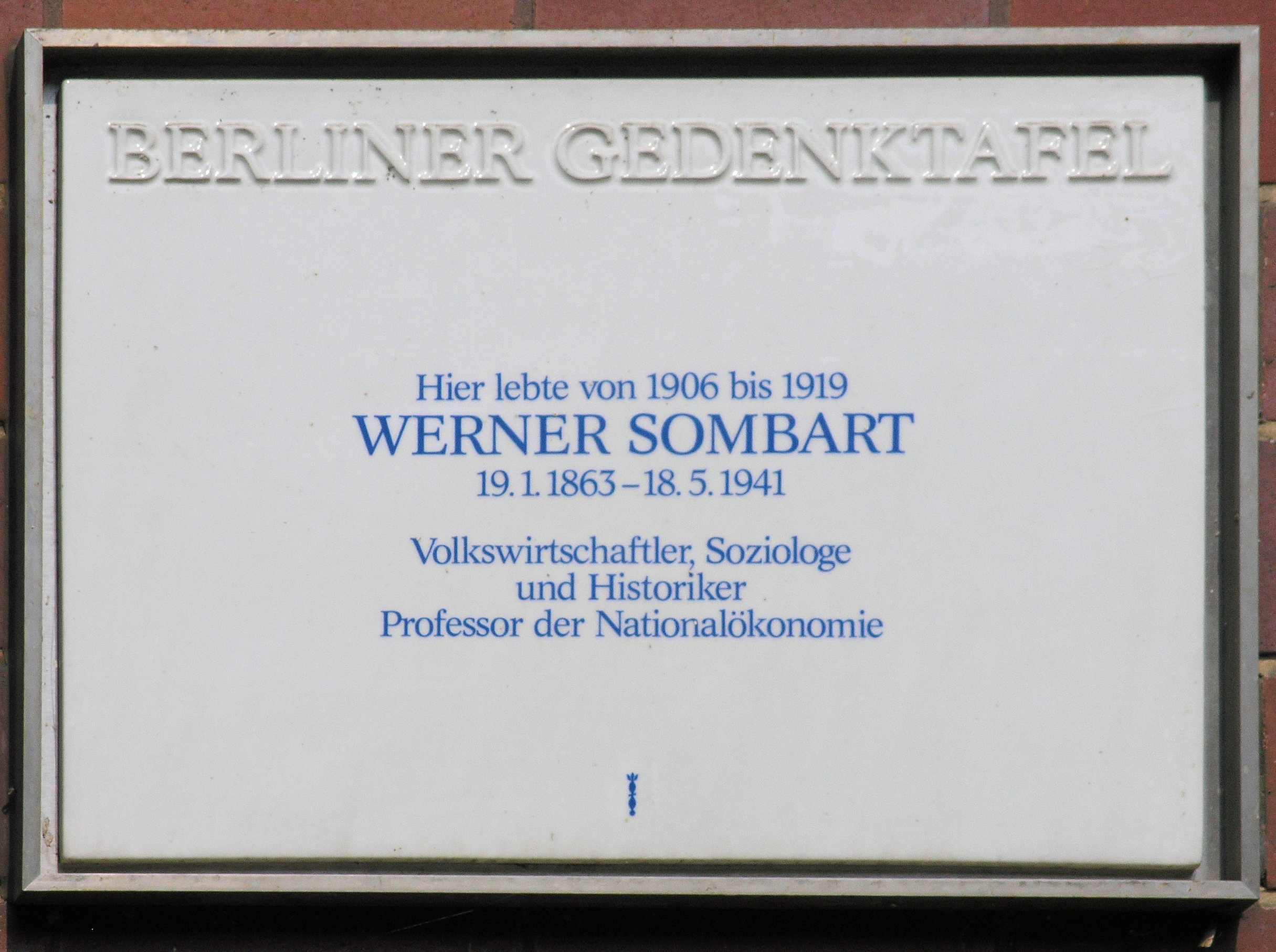
Berliner Gedenktafel am Haus Suarezstraße 27, in Berlin-Charlottenburg

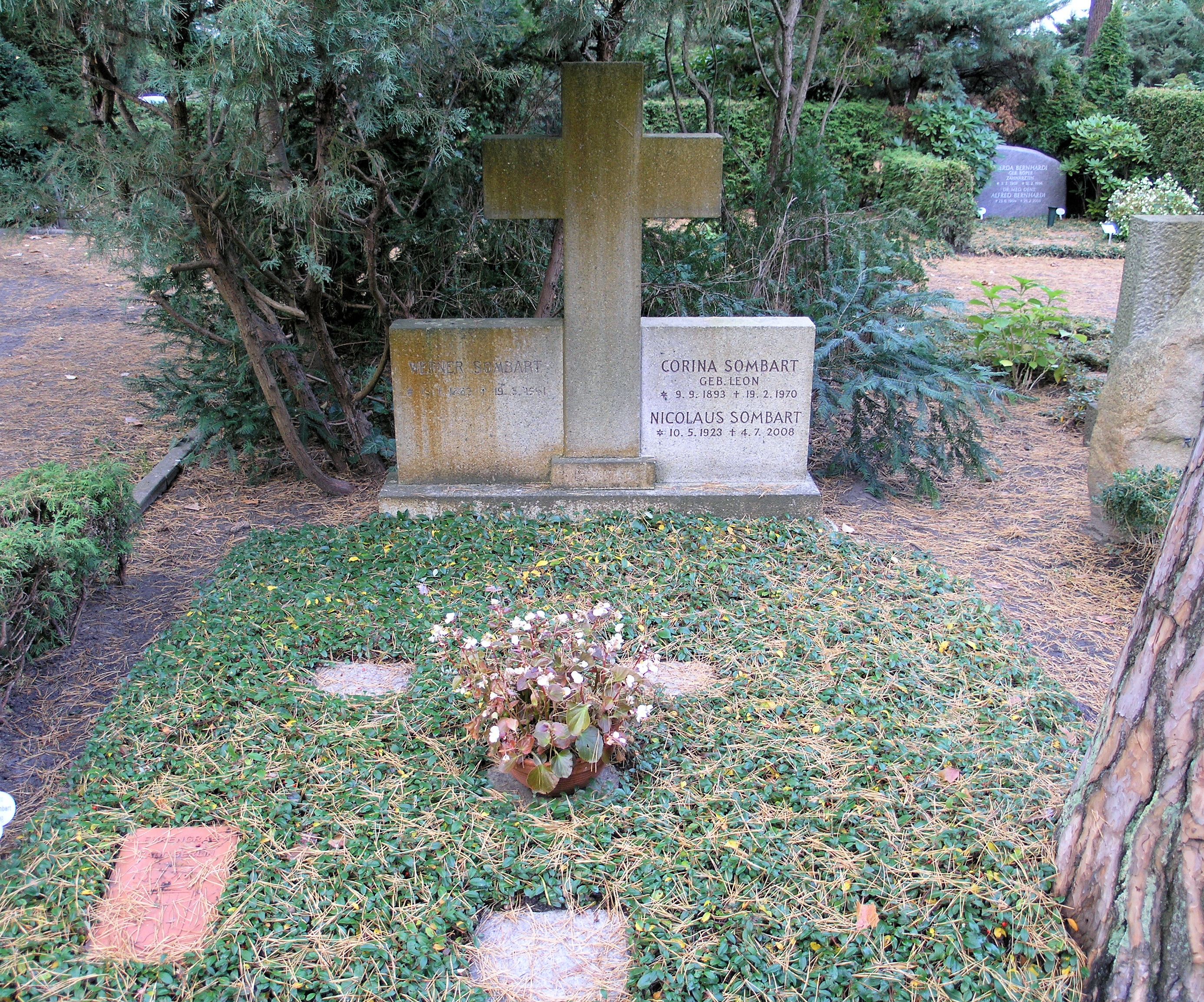
Ehrengrab, Hüttenweg 47, in Berlin-Dahlem

Nach dem Besuch des Gymnasiums studierte Sombart von 1882 bis 1885 an den Universitäten in Pisa (u. a. bei Giuseppe Toniolo), Berlin und Rom Rechtswissenschaft, hörte zusätzlich staats- und wirtschaftswissenschaftliche, geschichtliche und philosophische Vorlesungen. Sozialistische Impulse bezog er von Gustav Schmoller und Adolph Wagner. 1888 promovierte er bei Schmoller in Berlin mit einer Arbeit über die Wirtschaft der römischen Campagna (Die römische Campagna). 1888 wurde er Syndikus der Bremer Handelskammer, 1890 Professor für Staatswissenschaft. Berufungen nach Freiburg, Heidelberg und Karlsruhe scheiterten am Einspruch des badischen Großherzogs Friedrich II., der ihn als radikalen Linken ablehnte.
Sombart wurde 1890 Professor an der Universität Breslau und lehrte dort bis 1906 Staatswissenschaften. Er spezialisierte sich auf europäische Wirtschaftsgeschichte. 1906 folgte er einem Ruf an die Handelshochschule Berlin. Ab 1918 lehrte er an der Friedrich-Wilhelms-Universität Berlin. 1931 wurde er dort emeritiert, lehrte jedoch bis 1938 weiter. Nachfolger auf seinem Lehrstuhl wurde Emil Lederer. In Berlin ließ er sich von Ernst Oppler porträtieren.
Sombart war Mitglied der 1933 gegründeten nationalsozialistischen Akademie für Deutsches Recht. Im selben Jahr wurde er als ordentliches Mitglied in die Preußische Akademie der Wissenschaften und als korrespondierendes Mitglied in die Bayerische Akademie der Wissenschaften aufgenommen sowie in die American Academy of Arts and Sciences gewählt. Am 19. August 1934 gehörte er zu den Unterzeichnern des Aufrufs Deutsche Wissenschaftler hinter Adolf Hitler zur Volksabstimmung über das Staatsoberhaupt des Deutschen Reichs, der im Völkischen Beobachter erschien. Sombart war von 1931 bis 1935 Vorsitzender des Vereins für Socialpolitik.
Sein Grab findet sich auf dem Berliner Waldfriedhof Dahlem. Die Grabstätte gehört zu den Ehrengräbern des Landes Berlin.

## Wirken

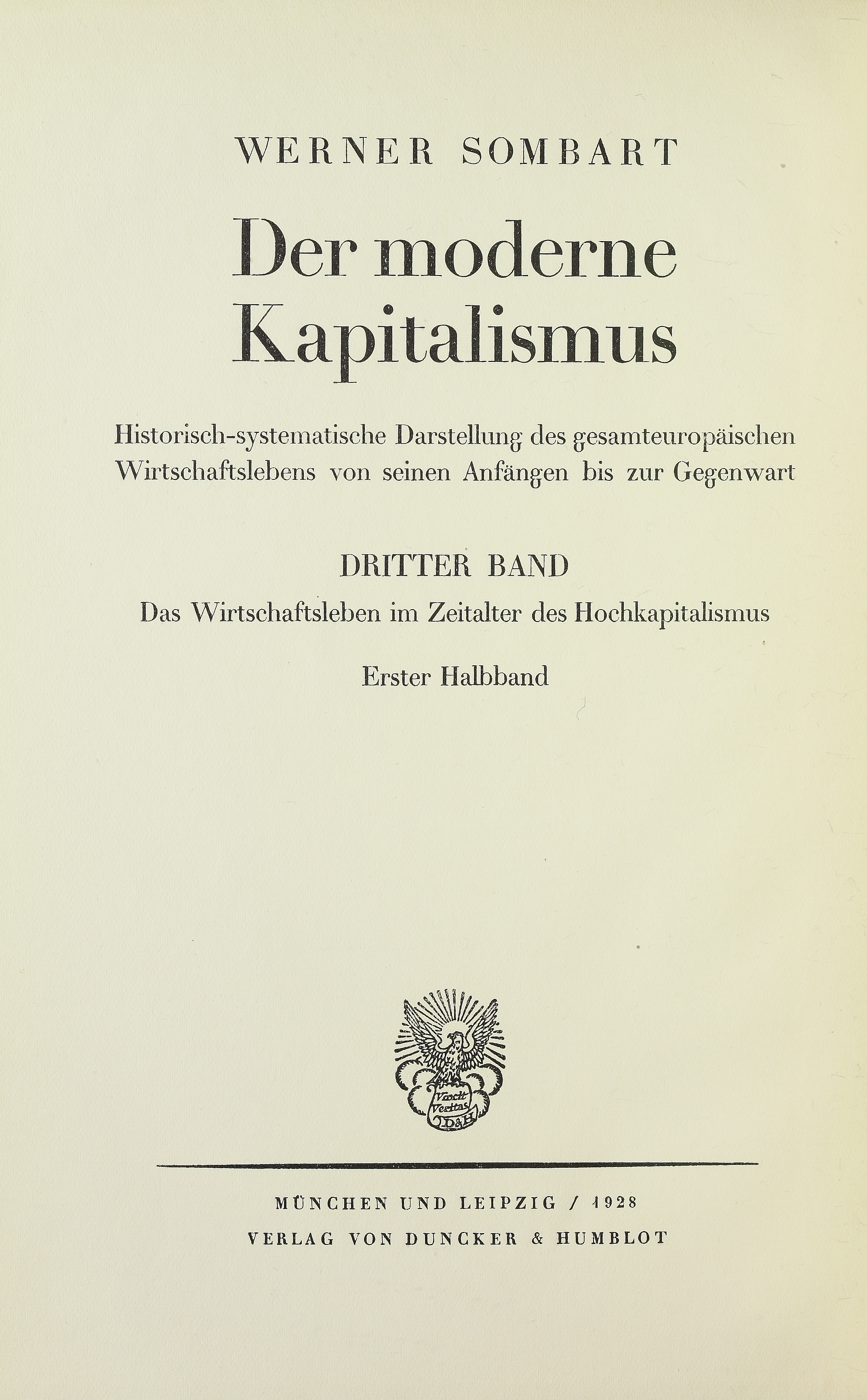
Wirtschaftsleben im Zeitalter des Hochkapitalismus, 1928

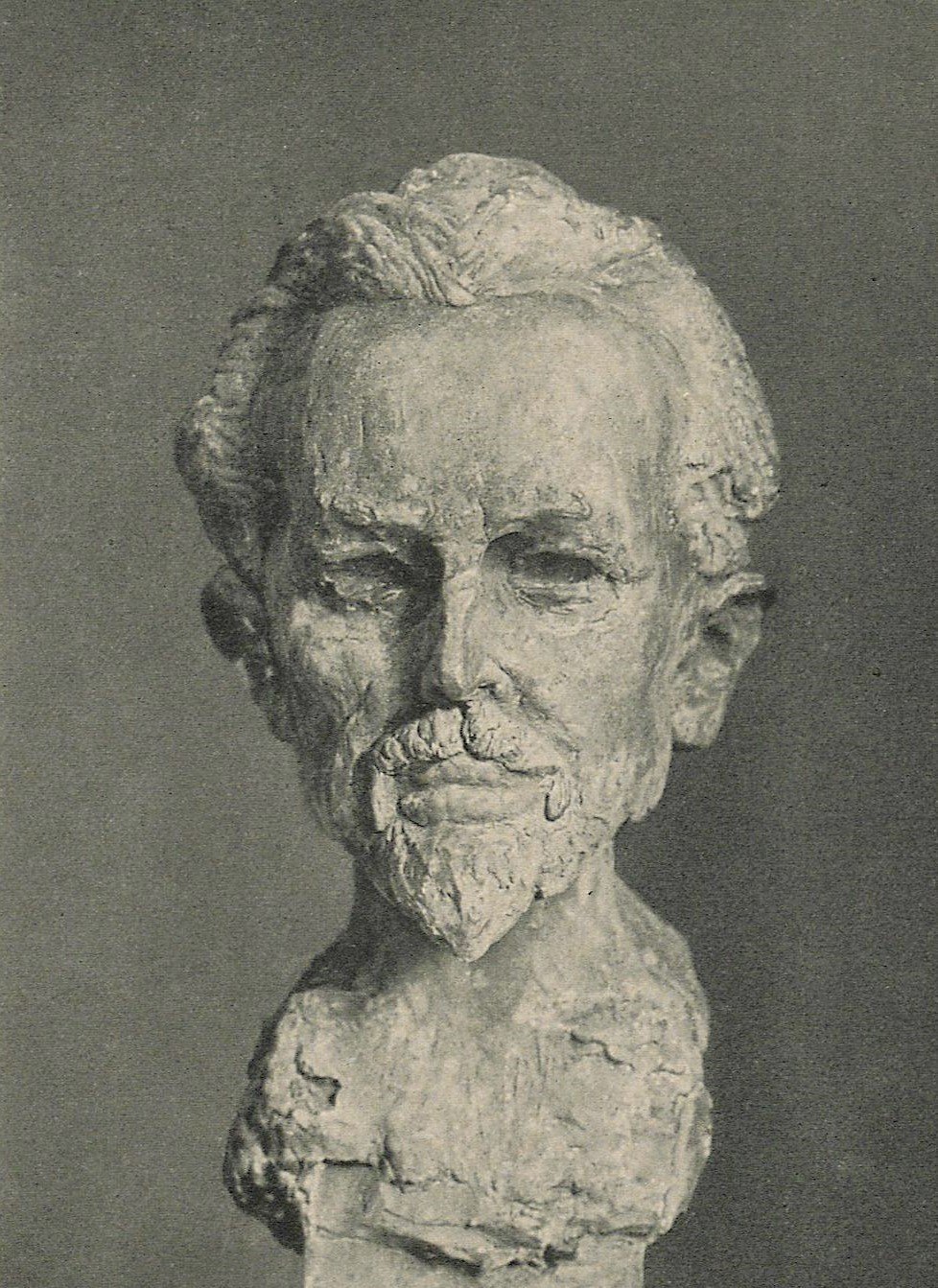
Sombart-Büste von Kurt Kroner (um 1917)

Sombarts Werk Sozialismus und soziale Bewegung im 19. Jahrhundert von 1896 verstärkte durch seine positive Marx-Rezeption seinen Ruf als Sozialist. In seinem Hauptwerk Der moderne Kapitalismus (1902) begründete er die Einteilung in die Entwicklungsphasen Früh-, Hoch- und Spätkapitalismus. Ebenso wie seinem Zeitgenossen Max Weber ging es Sombart um eine spezifisch soziologische und historische Fundierung der Entwicklungsgeschichte des kapitalistischen Systems.
Sombarts Soziologie behauptete unter anderem eine Entsprechung von Geist und Gesellschaft, was bedeutet, dass Geistes- und Gesellschaftswissenschaften als Einheit gesehen werden müssen. Seine Beiträge zur Bedeutung des Luxus gelten als bemerkenswert. Nachdem Sombart den Thesen von Karl Marx zunächst positiv gegenübergestanden hatte, bezog er in späteren Jahren als pessimistischer Kulturphilosoph einen national-konservativen Standpunkt. 
Einige Historiker betrachten Sombart als einen sozialkonservativen Wegbereiter des Nationalsozialismus.
Im Buch Die Juden und das Wirtschaftsleben knüpfte Sombart einen Zusammenhang, der die Juden als kapitalistische Hauptakteure wie geschaffen erscheinen ließ. Als Wandervolk hätten sie nie eine Bindung zum Boden, dafür aber umso intensiver zum abstrakten Wert des Geldes entwickelt, primär zweckrationale Beziehungen ausgebildet und sich damit eine Befähigung zum Kapitalismus angeeignet, wie sie niemals ein sesshaftes Volk hätte entwickeln können. Er beschreibt den Gegensatz zwischen einem nomadischen jüdischen „Wüstenvolke“ und einem nordischen „Waldvolke“, denen er die prinzipiell widerstreitenden Weltanschauungen von „Saharismus und Silvanismus“ zuordnete. Sombart nannte die Geschäftsmethode des „Kundenfangs“ unchristlich und damit „jüdisch“. Im 13. Kapitel dieses Buches behandelt er „das Rassenproblem“ mit den Stichworten „die anthropologische Eigenart der Juden“, „die jüdische ‚Rasse‘“, „die Konstanz des jüdischen Wesens“, „die rassemäßige Begründung volklicher Eigenarten“. Obwohl er damit gängige Vorurteile seiner Zeit auf höchst fragmentarischer und fehlerhafter Evidenzbasis bedient, beanspruchte er, in seinem Buch „streng wissenschaftlich“ vorgegangen zu sein. Für den Wissenschaftler Friedemann Schmoll schlug Sombart hiermit eine Brücke zu einem offenen antisemitischen Antikapitalismus. Diese Auslegung begünstigte Sombarts Karriere im NS-Staat. Die zeitgenössische Rezeption des Buches war uneinheitlich. Einige jüdische und antisemitische Kritiker hielten das Werk gar für philosemitisch. In der Presse löste Die Juden und das Wirtschaftsleben eine Grundsatzdebatte über die „Judenfrage“ sowie über Stand und Perspektiven der Assimilation aus. Mit einer Vortragsreise und dem gemeinsam mit Arthur Landsberger erstellten Sammelband Judentaufen (1912) beteiligte sich auch Sombart selbst maßgeblich an der Diskussion. Er plädierte auf der Grundlage eines rassistisch fundierten Multikulturalismus für eine nationaljüdische „Arterhaltung“. Allerdings sollten die Juden nicht auswandern, sondern eine von der Mehrheitsbevölkerung separierte ethnische Minderheit bilden. Diese Position brachte Sombart Beifall von den Zionisten und Kritik von Seiten der Assimilationsbefürworter ein.
In Händler und Helden von 1915 erweiterte Sombart diesen Rassismus auf den damaligen Kriegsgegner Großbritannien: die Briten seien ein verachtenswertes „Händlervolk“, mit seelenlosem Krämergeist und niedrig zu wertender Profitgier; die Deutschen hingegen seien Helden, zu großen Taten und Ideen berufen. Dieser Gedanke Sombarts wurde von Thomas Mann in den Betrachtungen eines Unpolitischen begeistert aufgenommen; er schrieb den Angelsachsen ebendiese negativen Attribute zu, die Antisemiten bis dato nur Juden zugeschrieben hatten. Die Mannsche Ausweitung dieses Gedankens von den Briten auf alle Angelsachsen verdankt sich seiner Begeisterung für die Versenkung des Passagierschiffes Lusitania durch die kaiserliche Marine unter Alfred von Tirpitz.
In Der Bourgeois, Luxus und Kapitalismus sowie Krieg und Kapitalismus (alle 1913 erschienen) beschäftigte sich Sombart weiter mit den Ursachen des Aufstiegs des Kapitalismus.
In Der proletarische Sozialismus (1924), einer Neuauflage von Sozialismus und soziale Bewegung (1896) deutet sich Sombarts Wandlung zum Anhänger der Konservativen Revolution an. Seine Versuche, im NS-Regime politischen Einfluss und Wirkung zu gewinnen, scheiterten unter Angriffen auf seine Person. Dies entfremdete Sombart zusätzlich vom Nationalsozialismus. Das Buch Deutscher Sozialismus wurde, obwohl er sich im Vorwort zur „Hitlerregierung“ bekannte, die Entrechtung der Juden forderte und „vom Standpunkt einer nationalsozialistischen Gesinnung“ argumentierte, als nicht mit der nationalsozialistischen Weltanschauung vereinbar abgelehnt. Studenten wurde vom Besuch seiner Vorlesungen abgeraten.
In seinem 1938 geschriebenen Werk Vom Menschen distanziert er sich eindeutig von nationalsozialistischen Rassentheorien.

## Rezeption
1946 wurde in der SBZ Sombarts 1935 publiziertes Werk Was ist Sozialismus? in die Liste der auszusondernden Literatur aufgenommen.
Nachdem Sombart zwischenzeitlich im englischen Sprachraum fast vergessen war, haben die übersetzte und kommentierte Herausgabe einiger seiner Schriften durch Reiner Grundmann und Nico Stehr ihn dort besser zugänglich gemacht.
Er ist Namensgeber der Werner-Sombart-Straße in Konstanz, die 2025 umbenannt werden wird.

## Mitgliedschaften (Auswahl)
- Als Freund Paul Ernsts gehörte er der Paul-Ernst-Gesellschaft an.

## Familie
Mit seiner ersten Ehefrau hatte Werner Sombart vier Töchter, darunter Clara, die mit dem Entdecker der Creutzfeldt-Jakob-Krankheit, Hans Gerhard Creutzfeldt, verheiratet war. In zweiter Ehe war Sombart mit Corina Leon (9. September 1892 – 19. Februar 1970), der Tochter eines rumänischen Universitätsprofessors, verheiratet. Aus dieser Ehe stammten der Kultursoziologe Nicolaus Sombart und die Malerin Ninetta Sombart.

## Werke (Auswahl)
- (1896): Sozialismus und soziale Bewegung im 19. Jahrhundert. Fischer, Jena. (Digitalisierte Ausgabe unter: urn:nbn:de:s2w-8481).
- (1901): Technik und Wirtschaft. Zahn & Jaensch, Dresden (Digitalisierte Ausgabe unter: urn:nbn:de:s2w-8447).
- (1902): Wirtschaft und Mode. Ein Beitrag zur Theorie der modernen Bedarfsgestaltung. Bergmann, Wiesbaden (Digitalisierte Ausgabe unter: urn:nbn:de:s2w-8464).
- (1902/1927): Der moderne Kapitalismus. 3 Bände. Duncker und Humblot, Leipzig.
  - Bd. 1: Die Genesis des Kapitalismus (Digitalisierte Ausgabe unter: urn:nbn:de:s2w-8042).
  - Bd. 2: Die Theorie der kapitalistischen Entwicklung (Digitalisierte Ausgabe unter: urn:nbn:de:s2w-8050).
  - Bd. 3.1: Das Wirtschaftsleben im Zeitalter des Hochkapitalismus. Die Grundlagen (Digitalisierte Ausgabe unter: urn:nbn:de:s2w-8073).
  - Bd. 3.2: Das Wirtschaftsleben im Zeitalter des Hochkapitalismus. Der Hergang der hochkapitalistischen Wirtschaft (Digitalisierte Ausgabe unter: urn:nbn:de:s2w-8087).
- (1903): Die deutsche Volkswirtschaft im 19. Jahrhundert. Berlin (Digitalisierte Ausgabe unter: urn:nbn:de:s2w-8451) 5. Auflage, 1921 – Internet Archive
- (1906): Das Proletariat. Bilder und Studien (= Die Gesellschaft, Bd. 1), Rütten & Loening, Berlin.[16]
- (1906): Warum gibt es in den Vereinigten Staaten keinen Sozialismus? Mohr, Tübingen (archive.org).
- (1911): Die Juden und das Wirtschaftsleben. Duncker & Humblot, Leipzig (archive.org).
- (1913): Studien zur Entwicklungsgeschichte des modernen Kapitalismus. Duncker & Humblot, München/Leipzig.
  - Bd. 1: Luxus und Kapitalismus (Digitalisierte Ausgabe unter: urn:nbn:de:s2w-8161).[17]
  - Bd. 2: Krieg und Kapitalismus (Digitalisierte Ausgabe unter: urn:nbn:de:s2w-8181).
- (1913): Der Bourgeois. Zur Geistesgeschichte des modernen Wirtschaftsmenschen. Duncker & Humblot, München/Leipzig[18] (Digitalisierte Ausgabe unter: urn:nbn:de:s2w-8035).
- (1915): Händler und Helden. Patriotische Besinnungen. Duncker & Humblot, München/Leipzig.
- (1924): Der proletarische Sozialismus (‚Marxismus‘). 2 Bände.[19]
- (1925): Die Ordnung des Wirtschaftslebens. Duncker & Humblot, München / Leipzig; Reprint der 2. Auflage von 1927 im Springer-Verlag, Heidelberg/Wiesbaden 2007, ISBN 978-3-540-72255-7 (online)
- (1930): Die drei Nationalökonomien. Geschichte und System Lehre von der Wirtschaft. Duncker & Humblot, München/Leipzig (Digitalisierte Ausgabe unter: urn:nbn:de:s2w-8396).
- (1934): Deutscher Sozialismus. Buchholz & Weisswange, Berlin-Charlottenburg (Digitalisat).
- (1935): Was ist deutsch? Berlin-Charlottenburg.
- (1938): Vom Menschen. Versuch einer geisteswissenschaftlichen Anthropologie. Berlin-Charlottenburg (Digitalisierte Ausgabe unter: urn:nbn:de:s2w-8479)[20]
- (1956): Noo-Soziologie. Duncker & Humblot, Berlin.
- (2002): Nationalökonomie als Kapitalismustheorie. Ausgewählte Schriften. Metropolis Verlag, Marburg, ISBN 3-89518-407-1.
- (2008): Das Proletariat. Metropolis Verlag, Marburg. Neuausgabe des 1906 erschienenen Titels, kommentiert von Friedhelm Hengsbach SJ, ISBN 978-3-89518-650-9.[21]
- (2012): Der moderne Kapitalismus. Historisch-systematische Darstellung des gesamteuropäischen Wirtschaftslebens von seinen Anfängen bis zur Gegenwart. 3 Bde. Salzwasser, Paderborn 2012, ISBN 978-3-86383-076-2, ISBN 978-3-86383-077-9, ISBN 978-3-86383-078-6.

### Mitarbeit
- (1912): Arthur Landsberger (Hrsg.): Judentaufen. Georg Müller Verlag, München.
- (1919): Friedrich Ramhorst (Hrsg.): Grundlagen und Kritik des Sozialismus (= Anthologie der Wissenschaften). 2 Bände. Askanischer Verlag, Berlin. (Band 1, Band 2 – Internet Archive)[22]

### Briefe
- Martin Tielke (Hrsg.): Schmitt und Sombart. Der Briefwechsel von Carl Schmitt mit Nicolaus, Corina und Werner Sombart. Duncker & Humblot, Berlin 2015, ISBN 978-3-428-14706-9.
- Thomas Kroll, Friedrich Lenger, Michael Schellenberger (Hrsg.): Werner Sombart. Briefe eines Intellektuellen 1886–1937. Duncker & Humblot, Berlin 2019, ISBN 978-3-428-15541-5 (Rezension) Online-Version.